# Diccionario geográfico, estadístico, histórico, de la isla de Cuba
El Diccionario geográfico, estadístico, histórico, de la isla de Cuba es una obra del escritor e historiador español Jacobo de la Pezuela y Lobo, publicada por primera vez en cuatro volúmenes entre 1863 y 1866.

## Descripción
| «Este voluminoso libro, lleno de materias heterogéneas, como lo exigen su título y su objeto, es obra de un solo hombre; y con referencia á la grande Antilla, la primera que se haya escrito y publicado en su género. Por lo tanto, no será solo la parte estadística la que aparezca con errores y defectos. La perfeccion no está al alcance ni del mas científico» —De la Pezuela, en el prólogo al primer volumen |

De la Pezuela, que había sido destinado a Cuba por primera vez a comienzos de la década de 1840 y había desempeñado allí cargos militares y políticos, dio a la imprenta en 1842 un Ensayo histórico de la Isla de Cuba. Desde el primer momento, el Diccionario geográfico, estadístico, histórico, de la isla de Cuba se concibió como «continuación y complemento» del Diccionario geográfico-estadístico-histórico de España y sus posesiones de Ultramar que Pascual Madoz había publicado entre 1845 y 1850. «El órden que desde un principio adoptamos para la esposicion de materias fué el mismo que se observa en el Diccionario del señor Madoz, que bajo ese aspecto puede servir de modelo á toda publicacion que se emprenda en ese género; y en general, las diferencias de voces y formas que se advierten entre este y aquel diccionario son las mismas que dimanan de los diferentes objetos de ambos libros. El Diccionario del señor Madoz trata de una monarquía de muchas provincias; y éste se refiere á una sola», señala el autor en el prólogo que acompaña al primer volumen, que salió de la imprenta de Mellado en 1863. «A pesar de todo hacia en la isla mucha falta un diccionario de su geografía y de su estadística tal como existiese», abunda.
La obra comienza con una introducción de más de doscientas páginas en la que se repasan asuntos generales como la geografía, los confines, la «estensión y periferia», el clima, la orografía, geología y mineralogía, los puertos, los ríos, la agricultura, los vegetales, el reino animal y el gobierno de la isla. El diccionario como tal arranca con una descripción de la sierra de los Órganos, también conocida como Ábalo, y se extiende después a lo largo de cuatro tomos en más de dos mil páginas, hasta concluir con unas palabras sobre el río Zurrapandillo. El cuarto y último tomo, a diferencia de los anteriores, vio la luz en la Imprenta del Banco Industrial y Mercantil que Joaquín Bernat regentaba en la madrileña Costanilla de Santa Teresa.

## Índice de tomos
- I (1863): Abalo-Clemente
- II (1863): Cobos-Guzmán
- III (1863): Habana-Marillanes
- IV (1866): Marina-Zurrapandillo